# بنك سومر
بنك سومر هو بنك تركي وشركة قابضة صناعية تأسست عام 1933 وكانت مملوكة في الأصل من قبل الدولة التركية، وهو الآن جزء من بنك أولاك. في 11 يناير 2002، استحوذ بنك أولاك على بنك سومر وأصبح البنك المشترك معروفًا الآن باسم بنك أولاك.